# Pyrenestes ostrinus
Il pireneste ventre nero (Pyrenestes ostrinus (Vieillot, 1805)) è un uccello passeriforme della famiglia degli Estrildidi.

## Descrizione

### Dimensioni
Misura generalmente fra i 12 e i 14 cm di lunghezza, coda compresa.

### Aspetto
Si tratta di uccelli dall'aspetto massiccio, muniti di lunga coda rettangolare e di un forte becco tozzo e robusto, di forma conica.

La colorazione del maschio è scarlatta su testa, petto, fianchi, codione e coda, mentre dorso, ali e ventre sono di colore nero (da cui il nome comune della specie): nella femmina la colorazione rossa si limita a faccia, codione e coda e in alcuni casi sfumature rosse sono presenti anche su petto e fianchi, mentre il resto del piomaggio è di colore bruno-olivastro. In ambedue i sessi le zampe sono di color carnicino, il becco è nero-bluastro e gli occhi sono bruno-rossicci, con presenza di un evidente anello perioculare bianco-grigiastro, più spesso sopra e sotto l'occhio.

## Biologia
Si tratta di uccelli diurni, che vivono da soli o in coppie, passando la maggior parte del proprio tempo alla ricerca di cibo, pronti a nascondersi nel folto della vegetazione al minimo segnale di pericolo.

### Alimentazione
La dieta di questi uccelli si compone principalmente di semi, i cui involucri vengono facilmente spezzati grazie al forte becco: i pirenesti ventre nero integrano inoltre la propria dieta con bacche e frutta, e solo durante il periodo riproduttivo accettano sporadicamente anche piccoli insetti.

### Riproduzione
La stagione riproduttiva cade generalmente durante la seconda metà della stagione delle piogge. Ambo i partner collaborano alla costruzione del nido, che è una struttura globosa formata da fili d'erba e fibre vegetali intrecciate, posto nel folto della vegetazione arborea: al suo interno la femmina depone 3-5 uova biancastre, che essa si alterna a incubare per circa due settimane col maschio, con quest'ultimo che provvede alla cova principalmente durante il giorno e le femmine che lo fanno invece perlopiù di notte. I nidiacei vengono accuditi da ambedue i genitori, e sono in grado d'involarsi attorno alle tre settimane dalla schiusa: è tuttavia raro che essi si allontanino definitivamente dal nido prima del mese e mezzo di vita, tornandovi a dormire durante la notte e chiedendo sempre meno frequentemente l'imbeccata ai genitori.
La mortalità giovanile in questa specie appare estremamente elevata e dovuta principalmente alla predazione da parte di serpenti, formiche e cuculi fagiano: da uno studio effettuato in Camerun su 60 coppie nidificanti è emerso che solo il 15% circa dei nidiacei raggiungono l'età adulta.

## Distribuzione e habitat
Il pireneste ventre nero è diffuso in un areale piuttosto ampio, che va dalla Liberia meridionale all'Angola e ad est fino alla regione dei Grandi Laghi.
L'habitat di questi uccelli è rappresentato dalle aree alberate con presenza di radure erbose e cespugliose più o meno estese e dalle aree paludose fino a un'altezza di 2000 m: essi colonizzano inoltre le aree coltivate ed i terreni incolti.